# Von Schuurman (cràter)
von Schuurman és un cràter d'impacte en el planeta Venus de 29,1 km de diàmetre. Porta el nom d'Anna Maria van Schurman (1607-1678), lingüista, escriptora i artista holandesa, i el seu nom va ser aprovat per la Unió Astronòmica Internacional el 1994.